# HMS Defence (1907)
O HMS Defence foi um cruzador blindado operado pela Marinha Real Britânica e a terceira e última embarcação da Classe Minotaur, depois do HMS Minotaur e HMS Shannon. Sua construção começou em fevereiro de 1905 no Estaleiro Real de Pembroke e foi lançado ao mar em abril de 1907, sendo comissionado em fevereiro de 1909. Era armado com uma bateria principal composta por quatro canhões de 234 milímetros montados em duas torres de artilharia duplas, tinha um deslocamento de quase dezessete mil toneladas e alcançava uma velocidade máxima de 23 nós.
O Defence teve um início de carreira tranquilo e passou seus primeiros anos em águas territoriais, sendo transferido em 1912 para o Sudeste Asiático e no ano seguinte para o Mar Mediterrâneo. A Primeira Guerra Mundial começou em meados de 1914 e o cruzador passou os primeiros meses caçando navios alemães no Mediterrâneo e depois no Oceano Atlântico. Depois disso voltou para casa e participou no final de maio de 1916 da Batalha da Jutlândia. Nesta, enfrentou cruzadores alemães, mas foi afundado depois de ser alvejado por couraçado e cruzadores de batalha inimigos.